# Simone Boilard
Simone Boilard (Québec, 21 juli 2000) is een Canadees wielrenster die sinds 2024 uitkomt voor Uno-X Mobility. Ze deed namens Canada twee keer mee met de wereldkampioenschappen op de weg en ze werd in 2023 zevende op de wereldkampioenschappen gravel in Italië. 

## Overwinningen
Junioren
2016
 Canadees kampioene tijdrijden, junioren
2018
 Canadees kampioene tijdrijden, junioren
 Wereldkampioenschappen op de weg, junioren
Beloften
2022
 Canadees kampioene, beloften
Elite
2023
GP Oetingen

### Uitslagen in voornaamste wedstrijden
| Jaar | Milaan-San Remo | Gent-Wevelgem | Ronde van Vlaanderen | Parijs-Roubaix | Amstel Gold Race | Luik-Bast.‑Luik | Ronde de Mouscron |  | WK op de weg |
| ---- | --------------- | ------------- | -------------------- | -------------- | ---------------- | --------------- | ----------------- |  | ------------ |
| 2019 |                 |               |                      |                |                  |                 |                   |  |              |
| 2020 |                 |               |                      |                |                  |                 |                   |  |              |
| 2021 |                 |               |                      |                |                  |                 |                   |  |              |
| 2022 |                 |               |                      | 61e            |                  |                 | 8e                |  | 22e          |
| 2023 |                 |               |                      | 39e            |                  |                 | 8e                |  | 32e          |
| 2024 |                 | 16e           | 52e                  |                | 14e              | 26e             |                   |  |              |
| 2025 | 79e             |               | opgave               |                | opgave           |                 |                   |  |              |

### Resultaten in kleinere rondes
| Jaar | Tour de France Femmes | Vuelta Femenina | Tour Down Under | UAE Tour | RideLondon Classique |
| ---- | --------------------- | --------------- | --------------- | -------- | -------------------- |
| 2019 |                       |                 |                 |          |                      |
| 2020 |                       |                 |                 |          |                      |
| 2021 |                       |                 |                 |          |                      |
| 2022 | 71e                   |                 |                 |          | 10e                  |
| 2023 | 34e                   | 66e             | opgave          | 16e      | 13e                  |
| 2024 |                       |                 |                 | 23e      |                      |

## Ploegen
- 2019 -  Sho-Air TWENTY20
- 2021 -  Team Macadam's Cowboys
- 2022 -  Saint Michel-Auber 93
- 2023 -  Saint Michel-Mavic-Auber 93
- 2024 -  Uno-X Mobility
- 2025 -  Uno-X Mobility

Aalerud · Ahtosalo · Andersen · Anderson · Barker · Beekhuis · Berg Edseth · Boilard · Confalonieri · Dideriksen · Koerner · Koster · Leth · Lowden · Olausson · Bjørndal Ottestad · Ysland
Aalerud · Aasebø · Ahtosalo · Andersen · Anderson · Barker · Beekhuis · Berg Edseth · Boilard · Confalonieri · Gåskjenn · Gjertsen · Greve · Koerner · Koster · Bjørndal Ottestad · Ysland · Zanetti